# Pozoantiguo
Pozoantiguo é um município da Espanha na província de Zamora, comunidade autónoma de Castela e Leão, de área 37,32 km² com população de 207 habitantes (2018) e densidade populacional de aproximadamente 5,54 hab/km². 

## Demografia
| Variação demográfica do município entre 1991 e 2004 | Variação demográfica do município entre 1991 e 2004 | Variação demográfica do município entre 1991 e 2004 | Variação demográfica do município entre 1991 e 2004 |
| --------------------------------------------------- | --------------------------------------------------- | --------------------------------------------------- | --------------------------------------------------- |
| 1991                                                | 1996                                                | 2001                                                | 2004                                                |
| 430                                                 | 392                                                 | 342                                                 | 306                                                 |